# دي براون
دي براون (بالإنجليزية: Dee Brown)‏ هو لاعب كرة قدم أمريكية أمريكي، ولد في 12 مايو 1978.

## وصلات خارجية
- دي براون على موقع مرجع كرة القدم المحترفة.كوم (الإنجليزية)
- دي براون على موقع كلية كرة القدم في سبورتس رفرنس.كوم (الإنجليزية)